# Khandbari
Khandbari (geschrieben auch Khadbari) ist eine Bergstadt oberhalb des Arun und Verwaltungssitz im Distrikt Sankhuwasabha in der Provinz Koshi im Osten Nepals. 
Khadbari ist Ausgangspunkt für Wanderer und Bergsteiger im Gebiet des Makalu. Der Flugplatz Tumlingtar befindet sich ca. 10 km südlich der Stadt. Das Stadtgebiet umfasst 91,03 km².

## Einwohner
Bei der Volkszählung 2011 hatte die Stadt Khandbari 26.301 Einwohner (davon 12.480 männlich) in 6290 Haushalten.